# Домартен (Сома)
Домартен (фр. Dommartin) насеље је и општина у североисточној Француској у региону Пикардија, у департману Сома која припада префектури Амјен.
По подацима из 2011. године у општини је живело 345 становника, а густина насељености је износила 52,67 становника/km². Општина се простире на површини од 6,55 km². Налази се на средњој надморској висини од 106 метара (максималној 115 m, а минималној 32 m).

## Демографија
| 1962. | 1968. | 1975. | 1982. | 1990. | 1999. | 2011. |
| ----- | ----- | ----- | ----- | ----- | ----- | ----- |
| 255   | 281   | 280   | 352   | 380   | 387   | 345   |

График промене броја становника у току последњих година